# Hahn (Reichshof)
Hahn ist ein Ort von 106 Ortschaften der Gemeinde Reichshof im Oberbergischen Kreis im nordrhein-westfälischen Regierungsbezirk Köln in Deutschland.

## Lage und Beschreibung
Hahn liegt nordöstlich der Wiehltalsperre, die nächstgelegenen Zentren sind Gummersbach (28 km nordwestlich), Köln (65 km westlich) und Siegen (37 km südöstlich).

## Geschichte

### Erstnennung
1541 wurde der Ort das erste Mal urkundlich erwähnt: „Johan, Herman und deren Bruder uf dem Hain werden als Zeuge bei einem Grenzumgang genannt.“
Die Schreibweise der Erstnennung war Hain.
| Bevölkerungsentwicklung | Bevölkerungsentwicklung |
| Jahr                    | Einwohner               |
| ----------------------- | ----------------------- |
| 1991                    | 204                     |
| 2005                    | 184                     |
| 2008                    | 180                     |
| 2017                    | 174                     |
| 2018                    | 161                     |
| 2019                    | 162                     |

## Freizeit

### Sport
- Kartbahn in Wildbergerhütte
- Langlauf – Die Loipe bei Hahn mit ihren drei Rundkursen hat eine Länge von insgesamt etwa 6,1 Kilometern.
- Skilift – Ski- und Rodelhang mit Schlepplift von 300 Metern Länge.

### Vereine
- Dorfgemeinschaft Hahn